# Skyline (Minnesota)
Pour les articles homonymes, voir Skyline.
Skyline est une ville située dans le comté de Blue Earth, dans l’État du Minnesota, aux États-Unis. Sa population s’élevait à 289 habitants lors du recensement de 2010, estimée à 294 habitants en 2016.

## Source de la traduction
- (en) Cet article est partiellement ou en totalité issu de l’article de Wikipédia en anglais intitulé « Skyline, Minnesota » (voir la liste des auteurs).